# Bahnstrecke Isili–Sorgono
| Bahnhof Belvì-Aritzo (1888) |                          |                                        |                                        |
| |                          |                                        |                                        |
| Streckenlänge: | 83 km                    |                                        |                                        |
| Spurweite: | 950 mm (ital. Meterspur) |                                        |                                        |
| |                          |                                        |                                        |
| \| \| \| Bahnstrecke von Mandas \| \| \| \| 12,2 \| Isili \| 510 m s.l.m. \| \| \| 13,2 \| Isili Polisportiva \| Isili Polisportiva \| \| \| 17,8 \| Sarcidano \| 411 m s.l.m. \| \| \| \| ehem. Strecke nach Villacidro bis 1956 \| \| \| \| 21,9 \| Nurallao \| 457 m s.l.m. \| \| \| 28,8 \| Cignoni \| 589 m s.l.m. \| \| \| 30,4 \| Su Lau \| 611 m s.l.m. \| \| \| 36,8 \| Laconi \| 631 m s.l.m. \| \| \| 42,7 \| Funtanamela \| 746 m s.l.m. \| \| \| 46,9 \| Ortuabis \| 797 m s.l.m. \| \| \| 59,1 \| Meana Sardo \| 608 m s.l.m. \| \| \| \| Galleria S'Arcu (1000 m) \| \| \| \| 75,1 \| Belvì-Aritzo \| 634 m s.l.m. \| \| \| 79,7 \| Desulo-Tonara \| 563 m s.l.m. \| \| \| 95,3 \| Sorgono \| 682 m s.l.m. \| |                          |                                        |                                        |
| Strecke |                          | Bahnstrecke von Mandas                 | Bahnstrecke von Mandas                 |
| Bahnhof | 12,2                     | Isili                                  | 510 m s.l.m.                           |
| Haltepunkt / Haltestelle | 13,2                     | Isili Polisportiva                     | Isili Polisportiva                     |
| Bahnhof | 17,8                     | Sarcidano                              | 411 m s.l.m.                           |
| Abzweig geradeaus und ehemals nach links |                          | ehem. Strecke nach Villacidro bis 1956 | ehem. Strecke nach Villacidro bis 1956 |
| Bahnhof | 21,9                     | Nurallao                               | 457 m s.l.m.                           |
| Bahnhof | 28,8                     | Cignoni                                | 589 m s.l.m.                           |
| Haltepunkt / Haltestelle | 30,4                     | Su Lau                                 | 611 m s.l.m.                           |
| Bahnhof | 36,8                     | Laconi                                 | 631 m s.l.m.                           |
| Bahnhof | 42,7                     | Funtanamela                            | 746 m s.l.m.                           |
| Bahnhof | 46,9                     | Ortuabis                               | 797 m s.l.m.                           |
| Bahnhof | 59,1                     | Meana Sardo                            | 608 m s.l.m.                           |
| Tunnel |                          | Galleria S'Arcu (1000 m)               | Galleria S'Arcu (1000 m)               |
| Bahnhof | 75,1                     | Belvì-Aritzo                           | 634 m s.l.m.                           |
| Bahnhof | 79,7                     | Desulo-Tonara                          | 563 m s.l.m.                           |
| Kopfbahnhof Streckenende | 95,3                     | Sorgono                                | 682 m s.l.m.                           |

Die Bahnstrecke Isili–Sorgono ist eine schmalspurige Nebenbahn auf der Insel Sardinien in Italien. Lediglich in den Sommermonaten von Juni bis September findet dort touristischer Personenverkehr unter der Bezeichnung Trenino Verde statt.

## Geschichte

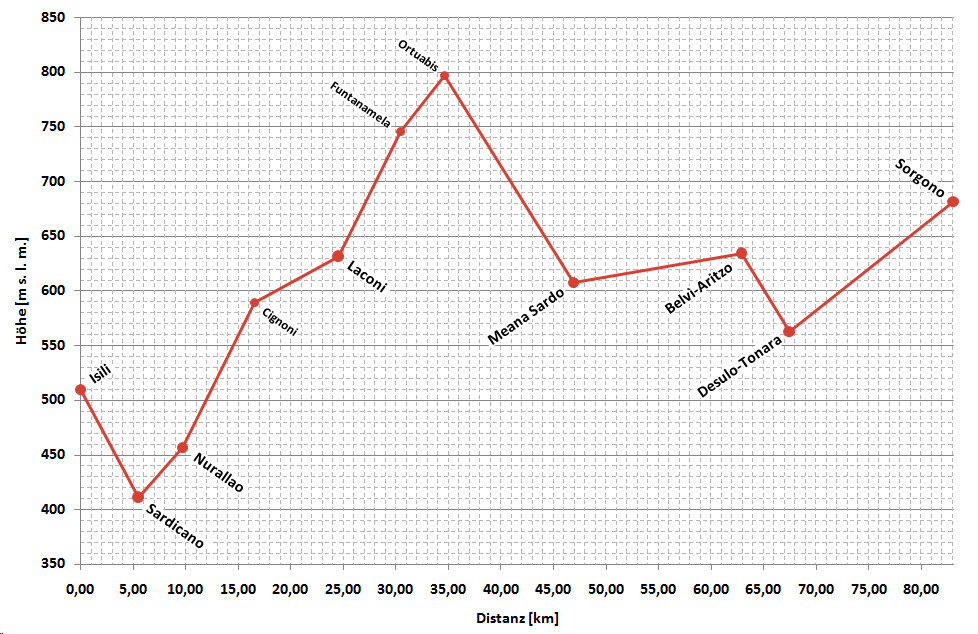
Vereinfachtes Höhenprofil der Strecke

Die sardische Bahngesellschaft Strade Ferrate Secondarie della Sardegna begann 1888 mit dem Bau und konnte im Dezember des Folgejahres den durchgehenden Verkehr nach Cagliari aufnehmen. 1921 übernahm die neu gegründete Bahngesellschaft Ferrovie Complementari della Sardegna den Verkehr.
Gegen Ende des vorigen Jahrhunderts wurde die Finanzierung des Bahnverkehrs zunehmend problematischer. Seit 1989 betreibt die Ferrovie della Sardegna die Nebenbahnen auf Sardinien, als im Jahr 1997 etliche regelmäßige Verbindungen den Einsparungen zum Opfer fielen. Seit dieser Zeit verkehrt lediglich der Trenino Verde in den Sommermonaten als Touristenattraktion. Die sardische Regierung möchte den Betrieb aus Kostengründen vollständig einstellen (Stand 2014).
Das Gesetz Nr. 128 vom 9. August 2017 erklärte die Strecke zu einer Bahnstrecke von nationalem touristischen Interesse, was deren Erhalt zu einem öffentlichen Interesse macht. Das Gesetz Nr. 128 vom 9. August 2017 stellt die Ertüchtigung zur Wiederaufnahme des Betriebs allerdings unter einen Finanzierungsvorbehalt.
Im Jahr 2024 werden lediglich Fahrten von Mandas bis nach Laconi angeboten.

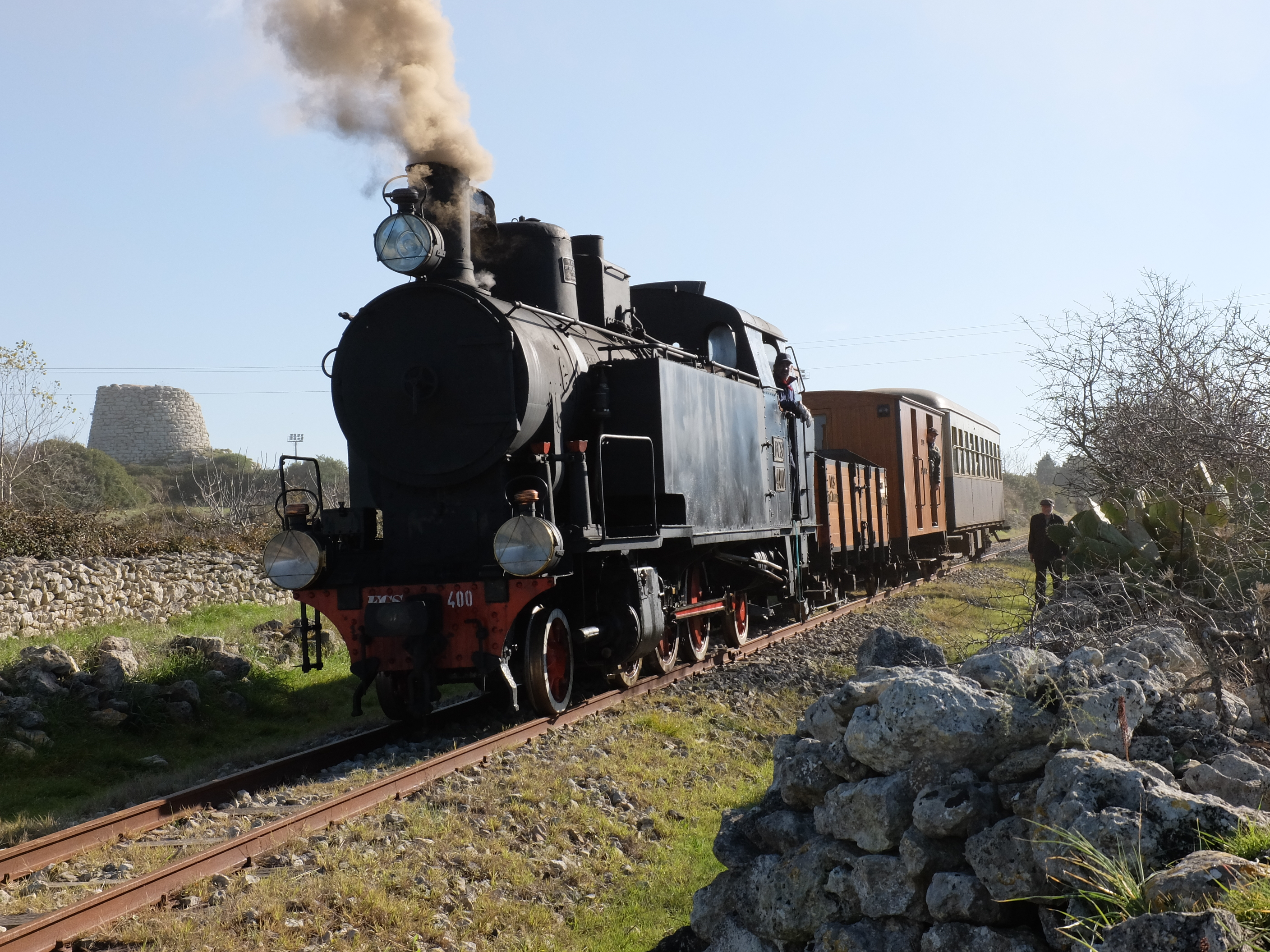
FCS 400 bei Isili mit Nuraghe Is Paras
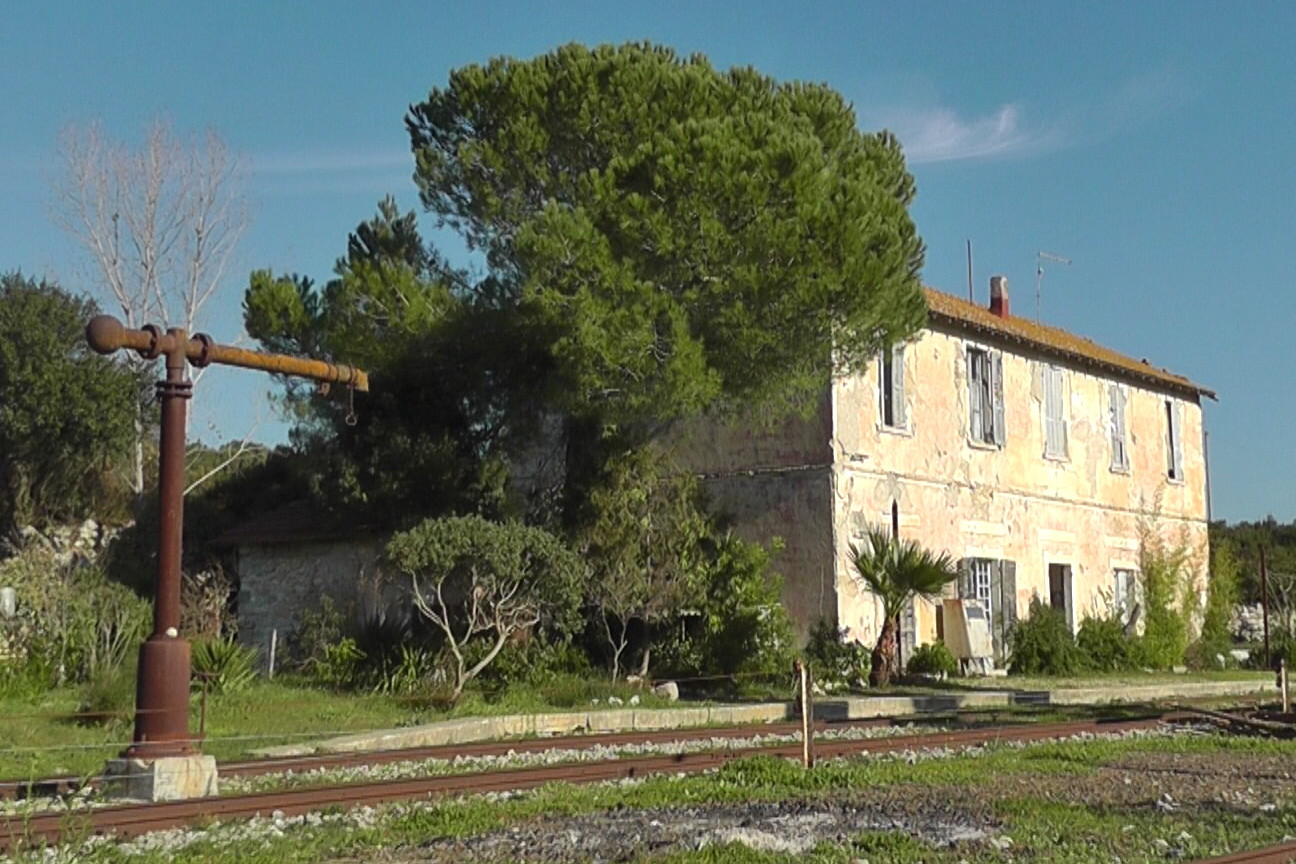
Sardicano
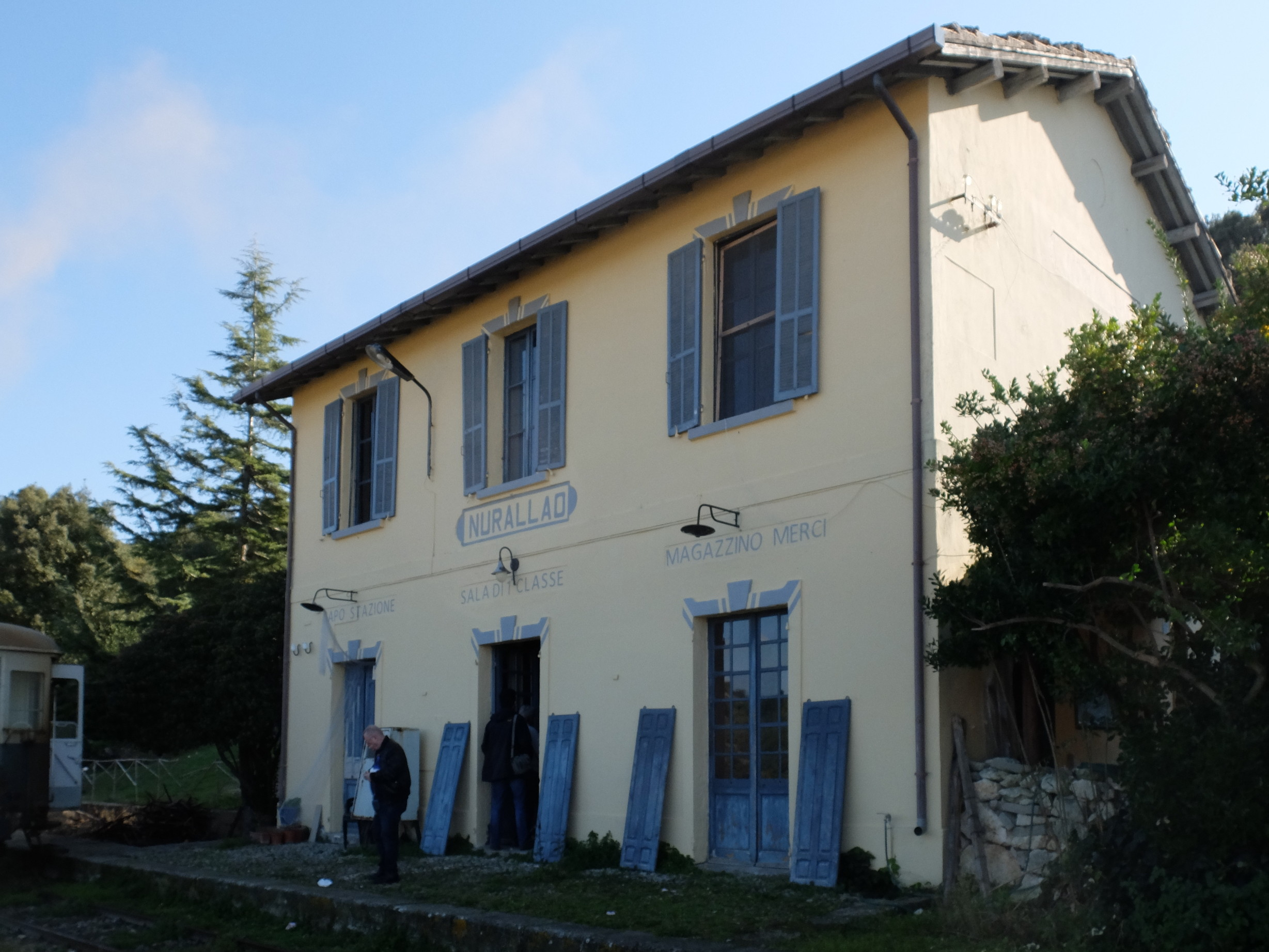
Nurallao
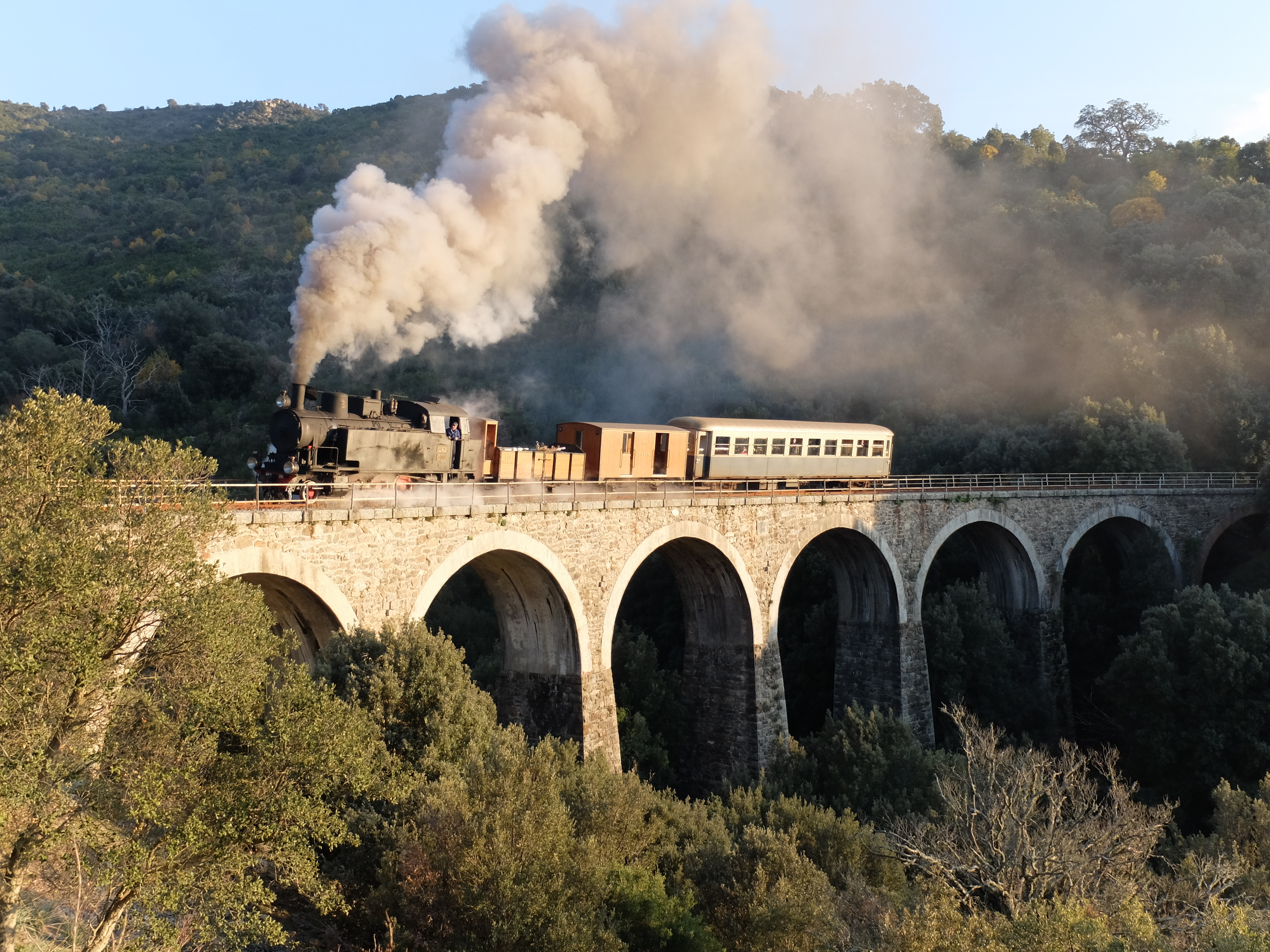
FCS 400 auf dem Viadukt bei Belvi-Aritzo
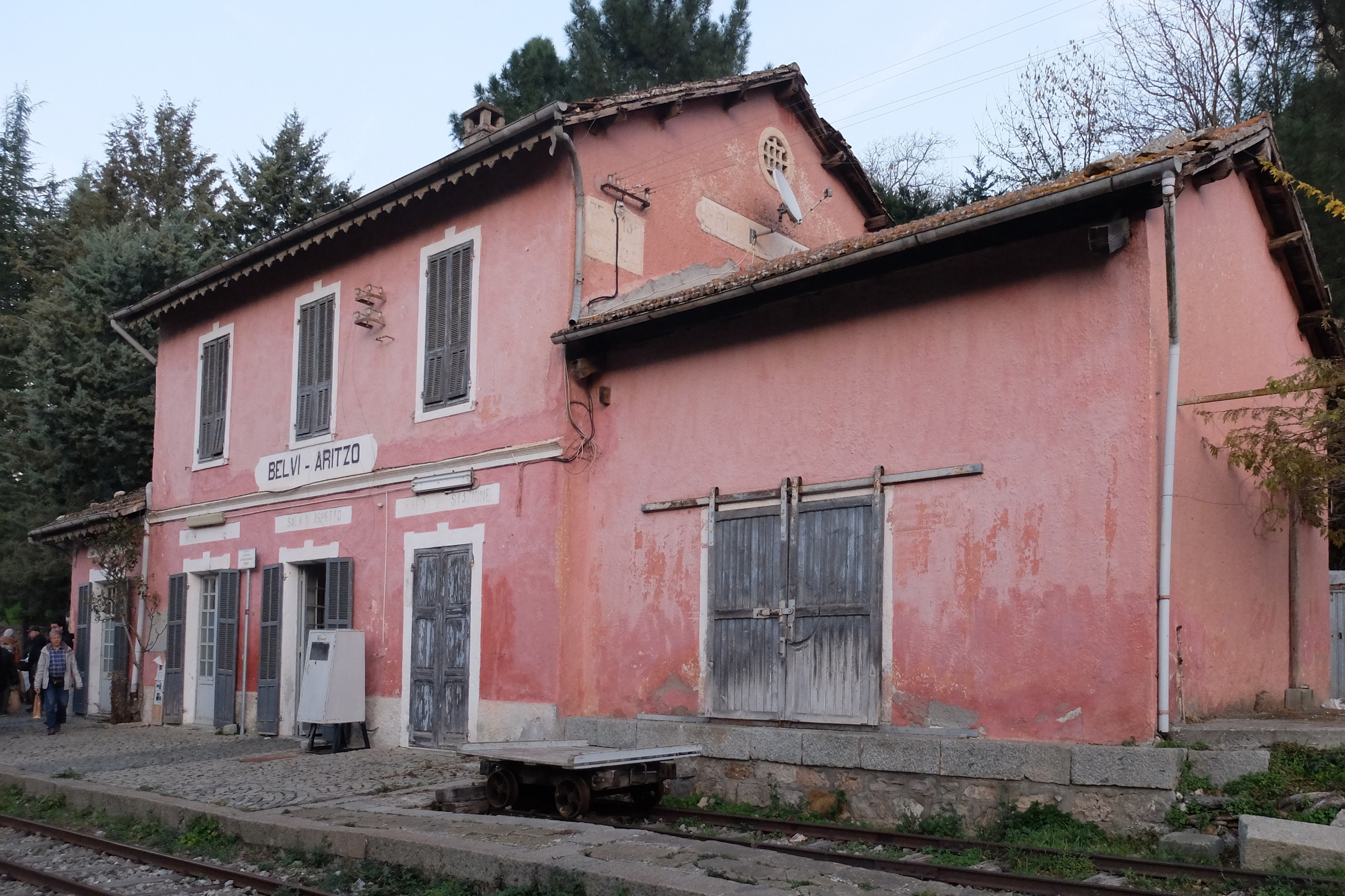
Belvi-Aritzo